# Frequency (jogo eletrônico)
Frequency é um jogo musical desenvolvido pela Harmonix Music Systems e publicado pela Sony Computer Entertainment. Ele foi lançado em 20 de novembro de 2001 nos Estados Unidos. Uma continuação intitulada de Amplitude foi lançada em 2003.